# 居昌屠杀事件
居昌屠杀事件（韓語：거창 양민학살 사건 居昌良民虐殺事件）是在韓國居昌郡於1951年2月9日至2月11日發生的韓國军队屠杀居昌居民的事件。军队以「扫荡共匪」为由枪杀了700多名非武装平民，其中包括385名14岁以下的儿童。

### 引用
1. ↑  Stueck, William. . Univ Pr of Kentucky. : 45. ISBN 0813123062.